# Косинское (Ямпольский район)
Косинское (укр. Косинське) — село,
Дорошовский сельский совет,
Ямпольский район,
Сумская область,
Украина.
Код КОАТУУ — 5925680806. Население по переписи 2001 года составляло 20 человек.

## Географическое положение
Село Косинское находится на правом берегу реки Кремля,
выше по течению примыкает село Палащенково,
ниже по течению примыкает село Дорошовка.
Рядом проходит автомобильная дорога Т-1915.